# Allopachria holmeni
Allopachria holmeni är en skalbaggsart som beskrevs av Wewalka 2000. Allopachria holmeni ingår i släktet Allopachria och familjen dykare. Inga underarter finns listade i Catalogue of Life.